# (14622) Arcadiopoveda
(14622) Arcadiopoveda est un astéroïde de la ceinture principale.

## Description
(14622) Arcadiopoveda est un astéroïde de la ceinture principale. Il fut découvert le 28 octobre 1998 aux Monts Santa Catalina par le projet CSS. Il présente une orbite caractérisée par un demi-grand axe de 3,17 UA, une excentricité de 0,16 et une inclinaison de 27,3° par rapport à l'écliptique.

## Compléments